# Стамбулжи Федір Дмитрович
Стамбулжи Федір Дмитрович (28 січня 1953, Малоянісоль Володарського району, Донецька область — 3 жовтня 2003, Донецьк) — засновник Донецького товариства греків, його перший голова, один з засновників та заступник голови ФГТУ.

## Біографія
Середню освіту здобув у сільській школі Малоянісолі. Служив у лавах збройних сил Радянського Союзу (на військово-морському флоті). Трудову діяльність розпочав механізатором. Пізніше був призначений на посаду секретаря міськкому профспілок працівників Агропрому.
1992 року був обраний першим головою Ради Донецького товариства греків, створеного 1990 року при Донецькій обласній державній адміністрації. Під його керівництвом товариством стало одним з провідних та найактивніших об'єднань греків України. Особисто сприяв розвитку еллінізму в Україні та Донеччині зокрема. За його ініціативи члени Донецького товариства вивчали новогрецьку, шанували усі грецькі свята, за його підтримки проводився фестиваль Мега-Йорти та був створений вокально-хореографічний ансамбль «Панаїр».
На знак вшанування пам'яті активного діяча грецької діаспори в Україні Донецьке товариство греків носить його ім'я.